# Megacollybia platyphylla
La Megacollybia platyphylla (Bull.) Quelet, 1972, è un fungo appartenente alla famiglia delle Tricholomataceae.

## Descrizione
Cappello 
Il cappello, non molto carnoso e poi piano, con orlo ondulato e spesso inciso radicalmente, ricoperto da squame, più addensate sul margine. La colorazione può variare dal brunastro al grigio scuro.  
 Gambo 
Il gambo è biancastro, cilindrico e di aspetto fibrilloso, poco ingrossato alla base che si prolunga nel terreno con lunghi filamenti di micelio, simili a robuste radici. 
 Lamelle 
Le lamelle sono molto alte, distanziate tra di loro e di colore bianco-crema. 
 Carne 
La carne è compatta, di colore biancastro.
Odore: lieve.
Sapore: gradevole con retrogusto amaro.

## Habitat
Si rinviene su ceppi o su legno marcescente nei boschi di conifere, in ambiente alpino e appenninico in estate-autunno.

## Sinonimi
- Collybia platyphylla
- Tricholomopsis platyphylla
- Agaricus platyphyllus
- Agaricus grammocephalus

## Commestibilità
È commestibile con le seguenti precauzioni:
- Eliminare il gambo
- Scartare gli esemplari vecchi.